# Sfidarea (film)
Sfidarea (titlul original: în italiană La sfida) este un film dramatic de crimă, coproducție italo-spaniolă, realizat în 1958 de regizorul Francesco Rosi, protagoniști fiind actorii José Suárez, Rosanna Schiaffino, Nino Vingelli și Decimo Cristiani. Este primul film de lungmetraj a lui Francesco Rosi.
Filmul se bazează pe povestea din viața reală a șefului Comorei Pasquale Simonetti, cunoscut sub numele de „Pasquale 'e Nola”, și a soției sale și fosta regină a frumuseții Pupetta Maresca, interpretată de Rosanna Schiaffino.

## Rezumat
Vito Polara locuiește într-unul dintre numeroasele cartiere sărace din Napoli, unde semnele bombardamentelor din Al Doilea Război Mondial sunt încă evidente. Pentru a supraviețui, el face contrabandă cu țigări cu Gennaro și Raffaele. Cei trei decid să închirieze un camion și să cumpere o încărcătură de dovleci de la țărani.
Vito care nu vrea să accepte ordinea de monopol existent în vânzarea legumelor. Pentru a continua afacerile, el trebuie să încheie o înțelegere riscantă cu nașul mafiei locale, Don Salvatore Aiello. Lucrurile au început să meargă din ce în ce mai bine și bunăstarea financiară a crescut. 
Cunoașterea tinerei Assunta pentru erou este singura rază de lumină sinceră dintre viața sa privată și tranzacțiile financiare nesfârșite.
La o întâlnire cu Aiello și oamenii săi, se ia hotărârea ca timp de o săptămână mărfurile să nu fie încărcate pentru piețele de fructe și legume, pentru a le crește prețul. Vito nu este de acord pentru că între timp a devenit îndatorat pentru viitoarea sa căsătorie, dar părerea lui nu este luată în considerare de ceilalți. De asemenea, decide să încarce marfa fără știrea celorlalți. Naivitatea lui îl face să se opună pentru a doua oară lui Don Salvatore Aiello.
În ziua nunții, printre invitați, Ferdinando și Salvatore Aiello dispar împreună cu toți oamenii săi. Este semnalul că poate începe răzbunarea fraților Aiello. În timpul banchetului, Vito este informat că încărcătura de roșii a fost blocată de oamenii lui Don Salvatore. Părăsește banchetul și se îndreaptă spre mediul rural, unde după o luptă grea reușește să elibereze camionul și să-l ducă la piața de fructe și legume. Dar în piață îl așteaptă Salvatore Aiello cu oamenii săi...

## Distribuție
- José Suárez – Vito Polara
- Rosanna Schiaffino – Assunta
- Nino Vingelli – Gennaro
- Decimo Cristiani – Raffaele
- José Jaspe – Ferdinando Aiello
- Tina Castigliano – mama lui Vito
- Elsa Fiore – sora lui Vito
- Pasquale Cennamo – don Salvatore Aiello
- Elsa Valentino Ascoli – mama lui Assunta
- Ubaldo Granata – Califano
- Ezio Vergari – Antonio
- Nello Ascoli –
- Salvatore Cafiero –
- Guido Cante –
- Gennaro Di Napoli –
- Elsa Fiore –

## Premii
- 1958 Veneția Al XIX-lea Festival de Artă Cinematografică – Premiul Special al Juriului
  - Premiul San Giorgio[2]